# Anju Takamizawa
Anju Takamizawa (jap. 高見澤 安珠, Takamizawa Anju; * 6. März 1996 in Kihō) ist eine japanische Leichtathletin, die sich auf den Hindernislauf spezialisiert hat.

## Sportliche Laufbahn
Erste internationale Erfahrungen sammelte Anju Takamizawa im Jahr 2015, als sie bei den Asienmeisterschaften in Wuhan in 10:47,07 min den fünften Platz über 3000 m Hindernis belegte. Im Jahr darauf gelangte sie bei den Hallenasienmeisterschaften in Doha mit 9:44,58 min auf Rang vier im 3000-Meter-Lauf und schied dann im August bei den Olympischen Sommerspielen in Rio de Janeiro mit 9:58,59 min im Vorlauf über 3000 m Hindernis aus. In den folgenden Jahren ist sie nur sporadisch aktiv.
In den Jahren 2015 und 2016 wurde Takamizawa japanische Meisterin im 3000-Meter-Hindernislauf.

## Persönliche Bestzeiten
- 3000 Meter: 9:12,42 min, 24. Dezember 2016 in Yokohama
  - 3000 Meter (Halle): 9:44,58 min, 20. Februar 2016 in Doha
- 3000 m Hindernis: 9:44,22 min, 24. Juni 2016 in Nagoya